# Nagy Roland (gokartversenyző)
Nagy Roland (Galánta, 2012. november 17. –) szlovákiai születésű gokartversenyző, aki magyar színekben indul nemzetközi versenysorozatokban, Európa-bajnokságon, valamint a Nemzetközi Automobil Szövetség (FIA) által szervezett világbajnokságon OKJ kategóriában.

## Pályafutása

### A kezdetek
Roland 4,5 évesen ült először gokartban, ötévesen pedig már versenyeken indult a Baby50 kategóriában. Hatéves korában a Baby60 géposztályban cseh, szlovák és osztrák nemzetközi viadalokon állt rajthoz, majd Olaszországban versenyzett a különböző gokartversenyeket szervező WSK által rendezett futamokon. Hétéves korában a Mini60, 10 évesen pedig az OKN Junior kategóriában szerepelt, s ezután nemzetközi FIA-versenyeken is indult.
A 2025-ös évben a WSK által szervezett összes versenyen, a Champions of the Future szériában, az összes Európa-bajnoki futamon, valamint OKJ kategóriában a világbajnokságon is indul.